# Championnat du Honduras de football 1982
Navigation
Saison précédente Saison suivante
La LINAFUT 1982 est la dix-septième édition de la première division hondurienne.
Lors de ce tournoi, le CD Vida a tenté de conserver son titre de champion du Honduras face aux neuf meilleurs clubs honduriens.
Chacun des dix clubs participant était confronté trois fois aux neuf autres équipes. Puis les cinq meilleures se sont affrontées lors d'une phase finale à la fin de la saison.
Seulement deux places étaient qualificatives pour la Coupe des champions de la CONCACAF.

## Les 10 clubs participants
| \| Tegucigalpa: Atlético Morazán CD Motagua CD Olimpia Pumas UNAH San Pedro Sula: CD Dandy CD Marathon Real España Tegucigalpa San Pedro Sula Independiente Villela San Pedro Sula Tegucigalpa San Pedro Sula Tegucigalpa CD Victoria CD Vida CD Victoria CD Vida \| Localisation des clubs engagés dans le championnat. |
| Tegucigalpa: Atlético Morazán CD Motagua CD Olimpia Pumas UNAH San Pedro Sula: CD Dandy CD Marathon Real España Tegucigalpa San Pedro Sula Independiente Villela San Pedro Sula Tegucigalpa San Pedro Sula Tegucigalpa CD Victoria CD Vida CD Victoria CD Vida                                                           |

| Club                  | Stade                        | Capacité          | Ville          |
| Atlético Morazán      | Stade inconnu                | Capacité inconnue | Tegucigalpa    |
| CD Dandy              | Stade inconnu                | Capacité inconnue | San Pedro Sula |
| Independiente Villela | Stade Humberto Micheletti    | 5 000             | El Progreso    |
| CD Marathon           | Stade Yankel Rosenthal       | 15 000            | San Pedro Sula |
| CD Motagua            | Stade Tiburcio Carias Andino | 35 000            | Tegucigalpa    |
| CD Olimpia            | Stade Tiburcio Carias Andino | 35 000            | Tegucigalpa    |
| Real España           | Stade Francisco Morazán      | 20 000            | San Pedro Sula |
| Pumas UNAH            | Stade Tiburcio Carias Andino | 35 000            | Tegucigalpa    |
| CD Victoria           | Stade Nilmo Edwards          | 25 000            | La Ceiba       |
| CD Vida               | Stade Nilmo Edwards          | 25 000            | La Ceiba       |

## Compétition
La compétition se déroule en deux phases.
Dans un premier temps, l'ensemble des équipes s'affrontent à trois reprises dans une phase régulière qui compte 27 journées.
Dans un second temps, les cinq premiers participent à la phase pentagonale où chaque club affronte deux fois les quatre autres.

### Phase régulière
Lors de la phase régulière les dix équipes affrontent à trois reprises les neuf autres équipes selon un calendrier tiré aléatoirement.
Le classement est établi sur l'ancien barème de points (victoire à 2 points, match nul à 1, défaite à 0).
Le départage final se fait selon les critères suivants :
- Le nombre de points.
- Un match de barrage en cas de qualification en jeu.

| Rang | Équipe                | Pts | J  | G  | N  | P  | Bp | Bc | Diff |
| ---- | --------------------- | --- | -- | -- | -- | -- | -- | -- | ---- |
| 1    | CD Olimpia            | 33  | 27 | 11 | 11 | 5  | 33 | 17 | +16  |
| 2    | CD Motagua            | 31  | 27 | 9  | 13 | 5  | 31 | 28 | +3   |
| 3    | Real España           | 30  | 27 | 9  | 12 | 6  | 35 | 28 | +7   |
| 4    | CD Vida (T)           | 30  | 27 | 5  | 20 | 2  | 24 | 21 | +3   |
| 5    | CD Victoria           | 29  | 27 | 7  | 15 | 5  | 21 | 15 | +6   |
| 6    | Atlético Morazán      | 27  | 27 | 7  | 13 | 7  | 26 | 33 | -7   |
| 7    | CD Dandy (P)          | 26  | 27 | 6  | 14 | 7  | 20 | 22 | -2   |
| 8    | Pumas UNAH            | 22  | 27 | 5  | 12 | 10 | 30 | 36 | -6   |
| 9    | CD Marathon           | 22  | 27 | 6  | 10 | 11 | 24 | 31 | -7   |
| 10   | Independiente Villela | 20  | 27 | 6  | 8  | 13 | 25 | 38 | -13  |

| Légende : Qualifications et relégations | Légende : Qualifications et relégations             |
| --------------------------------------- | --------------------------------------------------- |
|                                         | Qualifié pour la phase pentagonale                  |
|                                         | Relégué en Liga Nacional de Ascenso                 |
|                                         | (T) : Tenant du titre (P) : Promu de la saison 1981 |

### La Phase pentagonale
Le classement est établi sur l'ancien barème de points (victoire à 2 points, match nul à 1, défaite à 0).
Le départage final se fait selon les critères suivants :
- Le nombre de points.
- Un match de barrage en cas de qualification en jeu.

| Rang | Équipe      | Pts | J | G | N | P | Bp | Bc | Diff |
| ---- | ----------- | --- | - | - | - | - | -- | -- | ---- |
| 1    | CD Olimpia  | 11  | 8 | 4 | 3 | 1 | 7  | 6  | +1   |
| 2    | CD Motagua  | 9   | 8 | 2 | 5 | 1 | 13 | 7  | +6   |
| 3    | Real España | 9   | 8 | 4 | 1 | 3 | 9  | 7  | +2   |
| 4    | CD Victoria | 7   | 8 | 2 | 3 | 3 | 6  | 12 | -6   |
| 5    | CD Vida (T) | 4   | 8 | 1 | 2 | 5 | 6  | 10 | -4   |

| Légende : Qualifications et relégations | Légende : Qualifications et relégations                             |
| --------------------------------------- | ------------------------------------------------------------------- |
|                                         | Coupe des champions de la CONCACAF 1983 (1er Tour de qualification) |
|                                         | (T) : Tenant du titre                                               |

## Bilan du tournoi
| Tableau d'Honneur                   |            |
| Compétition                         | Vainqueur  |
| Liga Nacional de Fútbol de Honduras | CD Olimpia |

| Qualifications continentales 1983-1984 |                       |
| Coupe des champions de la CONCACAF     | Qualifiés             |
| 1er tour de qualification              | CD Olimpia CD Motagua |

| Promotions et relégations           |                       |
| Relégué en Liga Nacional de Ascenso | Independiente Villela |
| Promu de Liga Nacional de Ascenso   | EACI                  |